# Aéromaritime
Aéromaritime war eine französische Charterfluggesellschaft, die auch Frachttransporte im Auftrag des Flugzeugherstellers Airbus durchführe.

## Geschichte

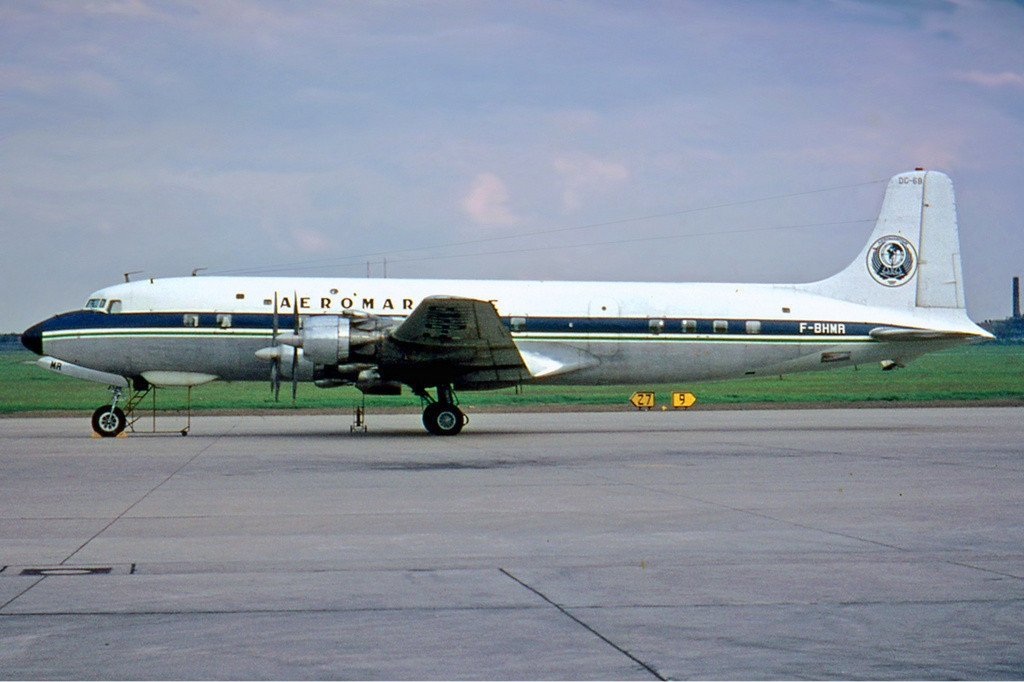
Eine Douglas DC-6 der Aéromaritime im Jahr 1970

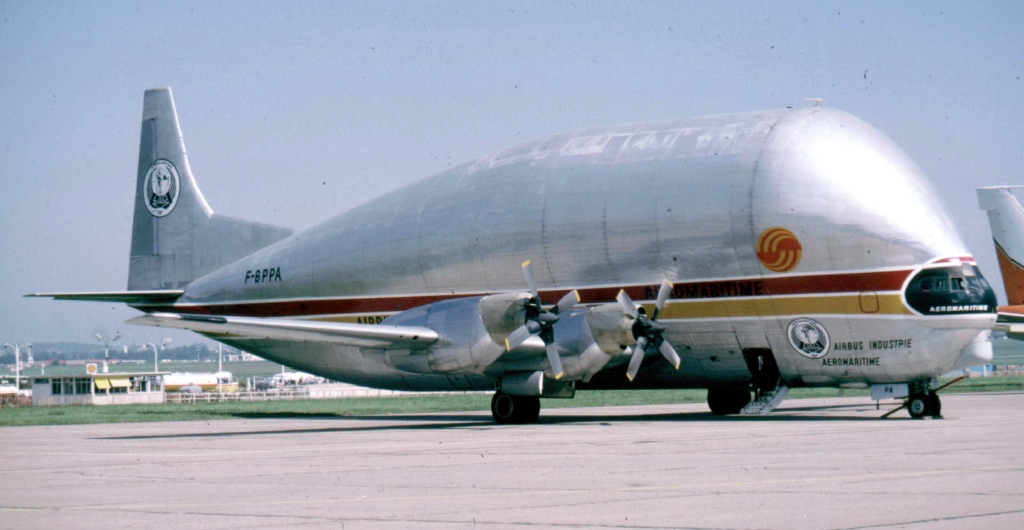
Eine Super Guppy (F-BPPA) der Aéromaritime im Jahr 1981

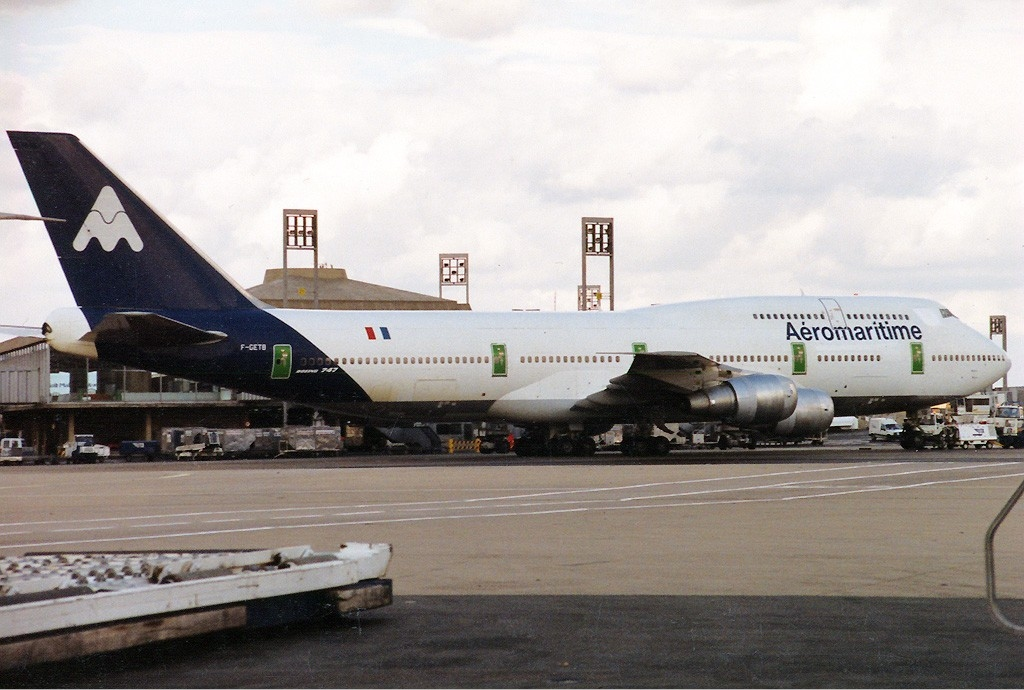
Eine Boeing 747-300 der Aéromaritime im Jahr 1990

Aéromaritime wurde 1966 unter der Bezeichnung Compagnie Aéromaritime d'Affrètement als Tochtergesellschaft der französischen Fluggesellschaft Union de Transports Aériens (UTA) gegründet. Die Aufnahme des Flugbetriebs erfolgte am 11. Januar 1967 mit zwei Maschinen des Typs Douglas DC-6, die von der Muttergesellschaft übernommen wurden. Bei Bedarf mietete das Unternehmen kurzzeitig zusätzliche Maschinen der Typen Sud Aviation Caravelle und Douglas DC-8 aus den Beständen der UTA an. Aéromaritime setzte in der Sommersaison 1971 zudem eine Douglas DC-8-33 der deutschen Fluggesellschaft Atlantis ein. Im November desselben Jahres erhielt das Unternehmen das erste Frachtflugzeug des Typs Super Guppy. Dieses Flugzeug (Kennzeichen: F-BTGV) sowie eine zweite im August 1973 ausgelieferte Super Guppy (F-BPPA) wurden im Auftrag des Flugzeugherstellers Airbus zum Transport von Großbauteilen genutzt. Die Frachttransporte entwickelten sich schnell zum wichtigsten Geschäftsfeld des Unternehmens. Daneben flog Aéromaritime bis Ende Dezember 1977 weiterhin touristische Charterdienste, jedoch ausschließlich mit hierfür angemieteten Maschinen der UTA. Im Juli 1982 und Juli 1983 übernahm die Gesellschaft je eine weitere Super Guppy. Das Unternehmen setzte die mit der Aufschrift Airbus Skylink versehenen vier Flugzeuge bis 1989 ein und veräußerte sie anschließend an die neu gegründete Airbus-Tochterfirma Airbus Inter Transport.
Nach einer zehnjährigen Unterbrechung nahm Aéromaritime am 18. Dezember 1987 erneut touristische Charterflüge auf. Zunächst wurde im Auftrag des Reiseveranstalters Nouvelles Fontières eine angemietete McDonnell Douglas DC-10 der UTA auf Flügen in die Karibik eingesetzt. Ab dem 19. März 1988 flog die Gesellschaft mit geleasten Maschinen des Typs Boeing 737-300 auch Charterdienste auf innereuropäischen Strecken. Bangkok und die Insel Réunion wurden als weitere Fernziele ab November 1988 mit einer von der Muttergesellschaft gemieteten Boeing 747-300 bedient. Im Folgejahr beförderte das Unternehmen rund 450.000 Passagiere.
Anfang 1990 kaufte Air France die Fluggesellschaft UTA und deren Tochtergesellschaft Aéromaritime auf. Im Zuge der Übernahme wurde das Unternehmen umstrukturiert und zur Aéromaritime International umfirmiert. Im April 1990 stellte die Gesellschaft ihre Charterdienste in die Karibik auf Linienflugverbindungen um. Aéromaritime führte Linienflüge von Paris, Lyon und Marseille nach Pointe-à-Pitre (Guadeloupe), Fort-de-France (Martinique) sowie nach Saint-Denis (Réunion) durch. Ab August 1990 kamen auf den Langstrecken auch Maschinen des Typs Boeing 767 zum Einsatz.
Im Jahr 1991 wurden die innereuropäischen Charterdienste schrittweise von der ebenfalls zur Air-France-Gruppe gehörenden Fluggesellschaft Air Charter übernommen. Aéromaritime stellte ihren Flugbetrieb im Oktober 1991 ein, nachdem die verbliebenen Linienflugstrecken an Air France abgetreten worden waren.

## Flotte

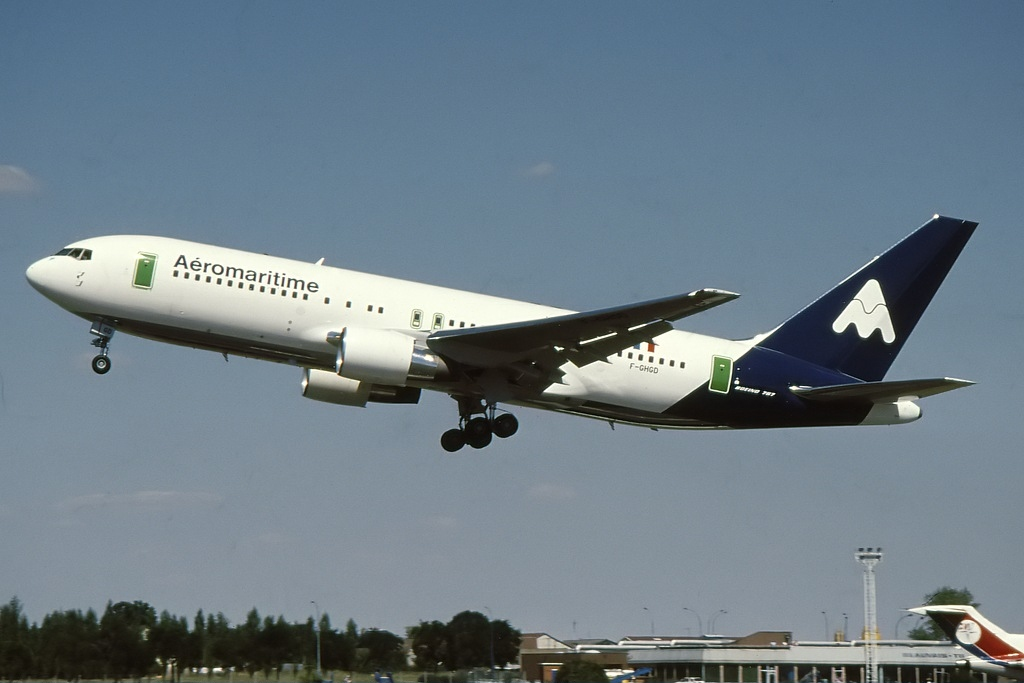
Eine Boeing 767-300 (F-BHMR) der Aéromaritime im Jahr 1990

### Flotte bei Betriebseinstellung
Zum Jahr der Betriebseinstellung bestand die Flotte der Aéromaritime International aus vier Boeing 737-300, einer Boeing 737-400, zwei Boeing 767-200, zwei Boeing 767-300 und einer Boeing 747-300.

### Zuvor eingesetzte Flugzeuge
- Aero Spacelines 377SGT-201 Super Guppy
- Boeing 747-200
- Boeing 767-200
- Douglas DC-6A und DC-6B
- Douglas DC-8-33
- McDonnell Douglas DC-10-30